# Butjadingen
Butjadingen este o comună din landul Saxonia Inferioară, Germania.